# Plenum des ZK der KPdSU im Juli 1953
Das Plenum des ZK der KPdSU im Juli 1953 war ein viertägiges Treffen der Mitglieder des Zentralkomitees der Kommunistischen Partei der Sowjetunion, das rund eine Woche nach der Verhaftung Lawrenti Berias stattfand und dessen Redebeiträge von der Verurteilung seiner tatsächlichen oder vermeintlichen Verbrechen geprägt war.

## Hintergrund
Am 5. März 1953 starb Josef Stalin, woraufhin Georgi Maximilianowitsch Malenkow einen Tag später zum Ministerpräsidenten und Parteichef ernannt wurde. Die Parteileitung legte er jedoch am 14. März nieder, sein Nachfolger wurde Nikita Sergejewitsch Chruschtschow. Die Regierung wurde einem Präsidium übertragen, dem nach dem Prinzip der kollektiven Führung neben Malenkow Beria als 1. Stellvertreter des Ministerpräsidenten und Innenminister, der Außenminister Wjatscheslaw Michailowitsch Molotow, Verteidigungsminister Nikolai Alexandrowitsch Bulganin und der für die Koordinierung der industriellen Planung zuständige Lasar Moissejewitsch Kaganowitsch angehörten.
Um einen angeblichen Putsch Berias zu verhindern, der mit einer Diktatur seiner selbst hätte enden sollen, plante Chruschtschow heimlich dessen Verhaftung. Für diesen Schritt zog er Kliment Jefremowitsch Woroschilow, Anastas Mikojan, Kaganowitsch und Malenkow ins Vertrauen, die auf den Plan jedoch zunächst sehr unterschiedlich reagierten. Letztlich wurde Beria am 26. Juni auf der Präsidiumssitzung des ZK der KPdSU inhaftiert, 3 Tage später fasste dieses Gremium einen Beschluss über die Untersuchung seiner Tätigkeiten. Im Juliplenum sollte die Unterstützung der Partei für seine Festsetzung gesichert werden.

## Verlauf
Das von Chruschtschow geleitete Plenum fand vom 2. bis 4. und am 7. Juli statt und war in fünf Sitzungen unterteilt. Neben Chruschtschow traten 23 weitere Politiker als Redner auf:
- Wassili Michailowitsch Andrianow
- Andrej Andrejewitsch Andrejew
- Grigori Artjomjewitsch Arutinow
- Nikolai Konstantinowitsch Baibakow
- Mir Dschafar Abbassowitsch Bagirow
- Walerian Minajewitsch Bakradse
- Nikolai Alexandrowitsch Bulganin
- Lasar Moissejewitsch Kaganowitsch
- Sachari Nikolajewitsch Kezchoweli
- Alexei Illarionowitsch Kiritschenko
- Sergei Nikiforowitsch Kruglow
- Georgi Maximilianowitsch Malenkow
- Wjatscheslaw Alexandrowitsch Malyschew
- Nikolai Alexandrowitsch Michailow
- Anastas Iwanowitsch Mikojan
- Wjatscheslaw Michailowitsch Molotow
- Nikolai Semjonowitsch Patolitschew
- Awraami Pawlowitsch Sawenjagin
- Nikolai Nikolajewitsch Schatalin
- Sinowi Timofejewitsch Serdjuk
- Antanas Sniečkus
- Iwan Fjodorowitsch Tewosjan
- Kliment Jefremowitsch Woroschilow

Die Tagesordnung bestand aus drei Punkten:
1. Über die verbrecherische partei- und staatsfeindliche Tätigkeit Berijas
2. Über die Einberufung der Sondersitzung des Obersten Sowjets der UdSSR
3. Organisatorische Fragen
Die Behandlung des ersten Tagesordnungspunktes fand in den vier Sitzungen vom 02. bis 4. Juli  statt, die gegen Beria erhobenen Vorwürfe beinhalteten u. a.
- Verbindung zu ausländischen Geheimdiensten
- Einflussnahme auf Stalin zur Beförderung der eigenen Karriere und Verächtlichmachung anderer Politiker
- Amtsmissbrauch zur Überwachung anderer hochrangiger Politiker und zur Unterdrückung der Bevölkerung
- Versuch, den Einfluss des Ministerrates zuungunsten des ZK zu stärken
- eigenmächtiges Vorgehen als Vorsitzender des Sonderkomitees für Atomfragen, keine Konsultation von Regierung und ZK in wichtigen Belangen
- Verbindungen zum jugoslawischen Innenminister Ranković, trotz der damaligen Spannungen zwischen der SFRJ und der UdSSR
- Besetzung politischer Posten mit Oppositionellen oder deren Tolerierung
- Engagement für die Müsavat Partiyası in den 20er Jahren, von Beria als konspirative Tätigkeit zugunsten der Bolschewiki dargestellt
- Verminderung des sowjetischen Einflusses auf die DDR und Einsatz für eine Vereinigung beider deutscher Staaten unter künftiger Wahrung außenpolitischer Neutralität
- vorgeblicher Kampf gegen den Personenkult zur Aufwertung der eigenen Position und Schädigung von Stalins Andenken
- Erlass einer Amnestie, die weniger politischen Gefangenen, sondern v. a. Kriminellen, darunter auch Wiederholungstätern, zugutekam
- ein abfälliges und despektierliches Verhalten Untergebenen und anderen Politikern gegenüber
- schädliche Einflussnahme auf die Wirtschaft, insbesondere im Agrarsektor
- Veröffentlichung der Broschüre Zur Geschichte der bolschewistischen Organisationen in Transkaukasien unter seinem Namen, trotz anderer Urheberschaft und inhaltlicher Fehler

Der Tagesordnungspunkt 2 wurde am 4. Juli behandelt. Das Plenum nahm den Vorschlag zur Einberufung des Obersten Sowjets der UdSSR für die zweite Julihälfte 1953 nach Moskau an und bestätigte gleichzeitig die Punkte, die selbigem zur Bestätigung vorgelegt werden sollten.
Unter dem dritten Tagesordnungspunkt, am 7. Juli in der fünften Sitzung behandelt, wurden der erst im April 1953 ausgeschlossene Semjon Denissowitsch Ignatjew sowie der Mitgliedschaftskandidat Georgi Konstantinowitsch Schukow in das ZK berufen, zugleich beschloss das Plenum den Parteiausschluss von Sergej Arsenjewitsch Goglidse und Bogdan Sacharowitsch Kobulow.
Das Plenum endete mit dem Schlusswort Malenkows und dem Beschluss über Tagesordnungspunkt 1.
Stalin wurde in den Beiträgen überwiegend positiv beurteilt. Lediglich in Malenkows Ausführungen am letzten Sitzungstag regte sich Kritik, v. a. an seinen letzten Amtsjahren, ohne dabei aber Stalins Gesamtwirken zu verurteilen.

## Art der Beweisführung und Richtigkeit der Vorwürfe gegen Beria
Berias vermeintliche Schuld wurde in den Reden nicht durch Vorlage offizieller Dokumente bestätigt, die Redner führten vorwiegend Anekdoten an, zitierten beteiligte Personen oder argumentierten ohne jegliche Belege. Aspekte wie der Appell an die Geschlossenheit der Partei, für die Beria angeblich eine Gefahr darstellte, ziehen sich durch die gesamte Veranstaltung.
Während Beria heute für mehrere Verbrechen während seiner Amtszeit verantwortlich gemacht wird, gelten einige der Vorwürfe gegen ihn mittlerweile als fragwürdig bzw. zeigen seine Übereinstimmungen mit dem auf dem Plenum gelobten Stalin:
- Die Unterstellung, Beria hätte 1953 einen Putsch geplant, wird nach heutiger Quellenlage als unbestätigt betrachtet.[10]
- In der Behandlung der Verhältnisse in der DDR wurde während des Plenums verschwiegen, dass Berias Vorschlag inhaltlich den Stalin-Noten entsprach.[11]
- Die vermeintliche Verbindung zur Staatsführung Jugoslawiens spielte auch in den Schauprozessen gegen László Rajk und Rudolf Slánský eine Rolle und wurde in diesen ebenso als Beweis einer feindseligen Haltung der Angeklagten gegenüber der Sowjetunion und ihren Verbündeten angeführt.

## Konsequenzen
Berias Verhaftung wurde am 10. Juli 1953 in der Prawda öffentlich bekannt gegeben, er selbst offiziellen Angaben zufolge nach einem fünftägigen Geheimprozess am 23. Dezember desselben Jahres hingerichtet. Gerüchteweise kam Beria jedoch bereits kurz nach seiner Verhaftung zu Tode, möglicherweise noch vor dem ZK-Plenum.
Mit Arutinow, Bagirow, Kaganowitsch, Kiritschenko, Malenkow und Molotow verloren sechs der am Plenum teilnehmenden Redner während Chruschtschows Amtszeit als Vorsitzender der KPdSU ihre politischen Ämter bzw. Parteimitgliedschaft, Bagirow wurde 1956 hingerichtet.
Die neue sowjetische Staats- und Parteileitung lockerte selbst die Beziehungen zu Jugoslawien, indem Kredite gewährt wurden und sich Chruschtschow und Bulganin am 26. Mai 1955 mit Tito in Belgrad trafen.
Die von Stalin und vermeintlich auch Beria anvisierte Vereinigung beider deutscher Staaten unter der Bedingung äußerer Neutralität wurde in der Folgezeit nicht mehr konsequent verfolgt, die DDR und die BRD entfernten sich politisch und wirtschaftlich zusehends voneinander.
In seiner Rede auf dem XX. Parteitag der KPdSU, die von Kritik der stalinschen Politik geprägt ist, wiederholte Chruschtschow mehrere der Vorwürfe gegen Beria, u. a. seine vermeintlichen Aktivitäten für die Mussawatisten und fremde Geheimdienste.